# Coccinia lalambensis
Coccinia lalambensis là một loài thực vật có hoa trong họ Cucurbitaceae. Loài này được Penz. mô tả khoa học đầu tiên năm 1893.